# Angelo De Marchi
Angelo De Marchi (Parma, 15 marzo 1940 – Colombo, 22 ottobre 2009) è stato un naturalista italiano, conosciuto in particolare per l'attività di divulgazione naturalistica nel parmense.

## Biografia
Il padre Mario, attore ed autore teatrale dialettale, fu cofondatore della Famija Pramzana. L'esperienza scout facilitò un primo avvicinamento alla conoscenza della natura, che coltivò in particolare con l'aiuto dello zio Edoardo Vismara, appassionato di entomologia. Si diplomò all'ITIS di Parma in elettrotecnica.
Dopo una prima esperienza lavorativa a Milano all’Alfa Romeo, nel 1965 decise di iscriversi alla facoltà di geologia, senza abbandonare gli interessi naturalistici, che lo portarono ad organizzare una prima mostra entomologica a Parma assieme allo zio Edoardo, al prof. Zucchi e a Don Boarini e a fondare il Gruppo naturalistico parmense.
Il 9 febbraio 1966 sposò Milena Ceparano, dal cui matrimonio nacquero quattro figli: Leonardo, Davide, Ilia e Claudia.
Dopo essersi laureato nel 1969 con una tesi sulle cave di Carniglia, insegnò per alcuni anni fisica e matematica all’ITIS di Reggio Emilia. Nel 1973 divenne ricercatore presso l'Università degli Studi di Parma, dove rimase fino al 2000, svolgendo un'intensa attività scientifica e di divulgazione. Nello stesso periodo continuò con la professione di geologo, che nei primi anni '80 lo portò in Africa alla ricerca di pozzi d’acqua a servizio delle aree di cantiere, presso il metanodotto Eni.
Nei tardi anni '90 si iscrisse all’Università di Venezia dove conseguì la laurea in filosofie orientali . Una volta in pensione continuò l'attività naturalistica, approfondì gli studi sulle religioni orientali, compì diversi viaggi geologici all'estero e partecipò come volontario a progetti di ricerca pozzi in zone dell'Africa colpite dalla siccità.
Morì, a causa di un infarto, il 22 ottobre 2009 a Colombo a 69 anni, in Sri Lanka, dove si era recato per studiare le filosofie del luogo.

## Attività scientifica e di divulgazione naturalistica
L'attività di studioso e divulgatore di Angelo De Marchi si è concretizzata principalmente nella Guida naturalistica del Parmense, uscita in tre edizioni: 1974, 1981 e 1997. La guida, che raccoglie ed aggiorna le conoscenze di numerosi studiosi ed appassionati naturalisti, resta tuttora il testo di riferimento per una conoscenza generale degli aspetti naturalistici del territorio di Parma e provincia.
De Marchi ha contribuito in modo determinante alla diffusione della cultura naturalistica dagli anni '70 agli anni 2000 con altre attività di vario genere: corsi, convegni, seminari di approfondimento, visite guidate ed incontri pubblici. Nel 1985 fondò la rivista Parma Natura, diretta fino al termine della pubblicazione, nel 1992. La rivista ha aggregato attorno a sé molti singoli naturalisti ed associazioni, facilitando lo scambio di informazioni e dati naturalistici in ambito provinciale. Negli anni '90 De Marchi è stato presidente di Pro Natura Parma.
La creazione di aree protette e la definizione di criteri per una corretta ed efficace gestione della biodiversità sono stati per Angelo De Marchi sia una linea di ricerca, che un'azione concreta verso le amministrazioni pubbliche, con le quali ha avviato varie collaborazioni, ponendo le basi conoscitive e gli indirizzi per una tutela del territorio. Con i suoi studi ha contribuito alla creazione di varie aree protette: in particolare il Parco regionale naturale dei boschi di Carrega, la Riserva naturale orientata Parma Morta e la Riserva naturale monte Prinzera.
Come ricercatore presso l'Istituto di ecologia dell'Università di Parma, De Marchi ha affiancato il prof. don Antonio Moroni, occupandosi delle esercitazioni del corso di ecologia animale, e ha svolto attività scientifica principalmente nei campi della progettazione e gestione di aree protette, delle relazioni trofiche tra strigiformi e micromammiferi, dei licheni e della geometria frattale applicata a forme del mondo naturale. L'approccio alle diverse discipline è stato principalmente di tipo ecologico, con l'intento di riportare la descrizione di aspetti anche molto particolari, nell'ambito di una comprensione generale del funzionamento degli ecosistemi. De Marchi ha catalogato esemplari appartenenti a svariati taxa e ha raccolto due ricche collezioni di farfalle e di licheni, donate dalla famiglia al WWF e all'Ente Parchi del Ducato.

## Opere
- Guida naturalistica del parmense. Tip. editrice La nazionale, Parma, 1974
- Il Parco Boschi Carrega: aspetti naturalistici e storici. Artegrafica Silva, Parma, 1978
- Nuova guida naturalistica del Parmense, Parma, E. Albertelli, 1981
- L'ecologia in pratica, Parma, Studium Parmense, 1983
- Itinerari naturalistici delle salse e dei calanchi di Lesignano de' Bagni, Ed. Kalexia. 1990
- L'ambiente naturale, Garzanti, 1992.
- Ecologia funzionale. L'ambiente e le sue dinamiche, Garzanti, 1992. ISBN 88-11-59829-X
- L'ambiente appenninico. Natura e paesaggio, Ed. Grafo. 1994.
- Guida naturalistica del parmense, Parma, Graphital, 1997
- Guida naturalistica di Napoli e dintorni, Napoli, Electa, 2004 ISBN 88-510-0191-X